# Alexander Wang
Alexander Wang (San Francisco, California, 26 de diciembre de 1983) es un diseñador de moda estadounidense. Actualmente es el director creativo de la firma que lleva su nombre. Entre 2012 y 2015 fue director creativo de la casa de moda española Balenciaga, propiedad del grupo Kering. 
A los 18 años se mudó a la ciudad de Nueva York para ingresar en Parsons The New School for Design. En 2005, después de dos años en Parsons, decidió abandonar la escuela para fundar su propia marca de moda que inició con una colección de tejido de punto. En otoño de 2007, Wang presentó una colección femenina de prêt a porter, que marcó su debut en la Semana de la Moda de Nueva York y le valió el elogio de la crítica especializada. Ganó el premio CFDA/Vogue Fashion Fund en 2008, reconocimiento dotado con 20.000 dólares dedicados a financiar y expandir la firma de moda del ganador. Ese mismo año presentó su primera colección de bolsos. En 2009 Wang lanzó la línea femenina T by Alexander Wang y, un año después, creó Men's T by Alexander Wang. En 2009, sus compañeros reconocieron su trabajo y consiguió alzarse con el premio CFDA’s Swarovski Womenswear Designer of the Year. Ese mismo año, Wang obtuvo el premio Swiss Textiles Award. 
Sus líneas actualmente se venden a nivel global en más de 700 puntos de venta que incluyen grandes almacenes de alta gama como Barneys New York, Neiman Marcus, Bergdorf Goodman, Dover Street Market, Browns y Net-a-Porter. Wang, conocido por sus diseños urbanos, presentó en 2008 una colección de otoño en la que el protagonista era el color negro. En cambio, en 2009, diseñó su nueva línea de primavera utilizando colores vivos.  
En 2012, el grupo Kering le nombró director creativo de Balenciaga para cubrir la vacante que Nicolas Ghesquière había dejado libre un año antes. El 31 de julio de 2015, el grupo empresarial anunció que Wang saldría de la firma de moda por mutuo acuerdo.

## Biografía
Nació en 1983 en la ciudad de San Francisco. En 1993 sus padres se mudaron a China y él fue internado en un colegio de California. En 1999 estudió un curso de verano en la Central Saint Martins de Londres y en 2002 se matricula en la Escuela Parsons de Nueva York y a la vez trabaja en el departamento de diseño de calzado de Barneys.
En 2005 crea una línea de suéteres de cachemir y en 2006 debuta con su primera colección. 
En 2008 Gana el premio Ecoo Domani Fashion Fundation. Crea una línea para Uniqlo, se alza con el premio CFDA / Vogue Fashion Fund Award.
Crea su página web y lanza una segunda línea en 2009 llamada "T" by Alexander Wang, una línea de calzado deportivo, una línea masculina y otra de gafas. Recibe el CFDA's Swarovski al mejor diseñador de moda femenina del año. Se hace con el premio del Swiss Textiles.
En 2010 introduce la lencería en su línea T by Alexander Wang y ese mismo año hace su desfile de otoño-invierno, retransmitido en streaming en Times Square (New York).
En 2011 se alza con el premio GQ al mejor nuevo diseñador de moda masculina. Se inaugura su primer boutique en New York con una actuación de la cantante Lauryn Hill. Relanza su sitio web con la colaboración del artista Terence Koh.
Tras la marcha de Nicolas Gesquière en 2012, Alexander Wang es nombrado nuevo director creativo de Balenciaga.
Está acusado de abuso sexual a jóvenes modelos y profesionales de la industria, como David Casavant.

## Carrera
En 2005, crea su firma “Alexander Wang”, pero no es hasta dos años después cuando ve la luz su primera colección para mujer. 
Sin embargo rápidamente triunfó. Y así lo corroboran los premios que ha conseguido: en 2009 se alza con el “Oscar de la moda” (premio CFDA) al mejor diseñador de moda femenina; y el 2011, repite su éxito en estos galardones, aunque, en esta ocasión, consigue la distinción como mejor diseñador de accesorios del año.
Un nuevo éxito en su carrera llega en marzo de 2011: en pleno Soho neoyorquino, inaugura su propia tienda.
Su carrera se afianza, su fama crece como la espuma...Pero será en diciembre de 2012 cuando su nombre se convierte en uno de los más aclamados en el mundo de la moda, ya que se anuncia su fichaje como nuevo Director Creativo de la firma Balenciaga, sustituyendo así al francés Nicolas Ghesquière quien llevaba 15 años desempeñando esta labor y había dejado vacante este puesto días antes. 
Considerado uno de los máximos representantes de la nueva moda estadounidense, este californiano auténtico niño prodigio de la moda, con poco más de 20 años creó, en 2005, su propia firma de moda, una firma que desde el 2007 participa en la Semana de la Moda de New York.

## Estilo
Después de su debut en la escena de la moda de New York en 2006, Alexander Wang ha cimentado su reputación como la marca por excelencia de prendas cool con estilo, para chicas con estilo. 
Convencido de que las camisetas y los vaqueros pueden ofrecer un aura tan sexy como un traje de noche, Wang ha cultivado un diseño típico de camisetas de aire desaliñado, y vestidos y pantalones con superposiciones en las que combina perfectamente su educación californiana con su residencia neoyorquina actual. Sus prendas, simples pero chic, gozan de un amplio reconocimiento al ser las que eligen para su vida privada las supermodelos, muchas de las cuales cuentan entre las amistades del diseñador.
Este año Wang continúa cultivando su estética entre glamorosa y grunge con el lanzamiento de una línea de zapatos de tacón y bolsos, y otra de difusión de camisetas llamada T by Alexander Wang. En la actualidad, el diseñador comercializa sus productos en más de 150 boutiques y tiendas de todo el mundo. Entre sus méritos se incluye una candidatura al premio Swarovski Womenswear Designer Of The Year en el certamen de 2008 del CFDA, un lugar entre los diez finalistas del Vogue/CFDA Fashion Fund y el prestigioso Ecco Domani Emerging Designer Award. 
Ojalá tenga éxito durante mucho más tiempo. En su universo creativo, Wang diseña para un hombre y una mujer urbanos, crea prendas para el día a día, piezas de líneas básicas y de corte “casual”, en las que se mezclan las lentejuelas con los rotos y las cremalleras vistas. Los pantalones “boyfriend” o las medias rasgadas son algunas prendas que a raíz de aparecer en sus desfiles pasaron a formar parte de los armarios femeninos, pero sin duda, el mejor representante del “espíritu Wang” es el Rocco Duffel un bolso que se ha convertido en su seña de identidad.
Alexander Wang ha sabido digerir como nadie la tradición minimalista norteamericana y reactivarla con vistas a nuevo reinado en el siglo XXI.
La campaña, que promueve el uso de la lana Merino como una alternativa sostenible y natural, viene muy al hilo de las prendas que el propio Alexander Wang incluía en su colección para el próximo invierno 2013-2014, presentada en la pasarela de Nueva York, y retrata al diseñador de 29 años al frente de una de las ovejas merinas que dan nombre a esta variedad de tejido, en un marco urbano que podría situarse en Nueva York, Londres o Berlín.
'La lana tiene fuertes credenciales medioambientales y siempre transmite modernidad y relevancia', explicaba estos días el flamante director creativo de Balenciaga, tras desvelarse la colaboración entre la casa de lanas, la fotógrafa y el diseñador. La campaña orientará sus esfuerzos a promocionar el uso de lana originaria de Australia, donde se estima existe una producción de lana merina que emplea a unos 25.000 ganaderos al año.

## Acusaciones de conducta sexual inapropiada
En 2020, Wang  fue acusado por diez hombres (entre ellos el modelo y diseñador gráfico Owen Mooney) y una mujer trans de haberlos  agredido sexualmente.  En 2021, el estudiante de diseño de moda Keaton Bullen lo acusó de haberlo abusado sexualmente en el club Fishbowl en Midtown Manhattan en 2019.La DJ Gia Garrison, de 24 años, lo acusó de haberla agredido sexualmente en febrero de 2017 en la zona VIP del club Slake en Manhattan. En marzo de 2021, Wang emitió un comunicado en Instagram reconociendo las acusaciones de agresión sexual en su contra y prometiendo enmendarse.